# 반상균
반상균(潘尙均, 1936년 11월 21일 ~ )은 대한민국의 정치인이다. 제1·3·4대 금천구청장을 역임했다.

## 역대 선거 결과
|  | 41.99% |

|  | 55.69% |